# Macachín
Macachín är en kommunhuvudort i Argentina.   Den ligger i provinsen La Pampa, i den centrala delen av landet, 500 km sydväst om huvudstaden Buenos Aires. Macachín ligger 143 meter över havet och antalet invånare är 4 768.
Terrängen runt Macachín är mycket platt. Runt Macachín är det mycket glesbefolkat, med 3 invånare per kvadratkilometer..
Trakten runt Macachín består till största delen av jordbruksmark.